# Gastrolobium pycnostachyum
Gastrolobium pycnostachyum är en ärtväxtart som beskrevs av George Bentham. Gastrolobium pycnostachyum ingår i släktet Gastrolobium och familjen ärtväxter. Inga underarter finns listade i Catalogue of Life.